# Муравьёв, Владимир Брониславович
Влади́мир Бронисла́вович Муравьёв (15 июня 1928, Москва — 30 сентября 2020, там же) — русский писатель, историк, москвовед, автор 30 историко-биографических и краеведческих книг, член президиума Экспертной комиссии общественного совета при главном архитекторе Москвы, член Комиссии по наименованию улиц при Правительстве Москвы, заслуженный работник культуры Марийской АССР (1977), действительный член Академии архитектурного наследия, председатель воссозданной Комиссии «Старая Москва».

## Биография
Владимир Брониславович Муравьёв родился 15 июня 1928 года в Москве в семье служащих.
«…мои предки были крепостными помещика Белкина из-под Вязьмы Смоленской губернии. После французского нашествия он перебрался в Первопрестольную, взяв с собой и дворового мальчика, моего прапрадеда. Так что наша семья в Москве ровно 200 лет. У мамы долго хранились кое-какие документы».
С детства интересовался историей. Посещал исторический кружок москвоведа А. Ф. Родина, где с детьми занимались известные учёные С. В. Бахрушин, Виноградов, Полосин, писатели Лев Кассиль и Зиновий Давыдов.
С 1947 года начал печататься в газете «Московский комсомолец».
В 1947 поступил на исторический факультет Московского городского пединститута им. В. П. Потемкина.
В 1949 был арестован и приговорён Особым совещанием по ст. 58-10 к 5 годам ИТЛ. Этапирован в спецрежимный лагерь Вятлаг. Работал на лесоповале, железной дороге, конюхом, вёл занятия с малограмотными. Изучил с помощью своего соседа по нарам марийский язык. После освобождения перевёл марийские сказки для издательства Детгиз.
В 1953 году был освобождён по амнистии и продолжил обучение на заочном отделении МГПИ им. В. И. Ленина, который окончил в 1956 году по специальности «русский язык и литература».
С 1968 года — член Союза писателей СССР. Книги В. Б. Муравьёва переведены на армянский, монгольский, украинский языки.
В 1990 году стал председателем Комиссии по изучению старой Москвы, возрождённой на базе Государственной Публичной Исторической библиотеки. Входил в состав Совета Московского краеведческого общества, в течение многих лет был постоянным участником «Встреч на Никольской».
В 1990 году в издательстве «Московский рабочий» вышел составленный Муравьёвым сборник «Средь других имен», где были собраны стихотворения, созданные часто безымянными поэтами в сталинских лагерях. Это был первый сборник подобного рода.
Умер в 2020 году. Урна с прахом захоронена на Донском кладбище. в колумбарии 13, секция 22. в родственной нише — мать Муравьева Юлия Федоровна (1989-1973) - учительница начальных классов, жена Веселая Заяра Артемовна (17 сентября 1928 — 1 февраля 2010) — поэт, писатель, дочь писателя Артема Веселого.

## Звания и награды
- 1977 — Заслуженный работник культуры Марийской АССР
- 1968 — Почётная грамота Президиума Верховного Совета Марийской АССР
- 1997 — Медаль «В память 850-летия Москвы»

## Семья
В 1953 году женился на однокурснице, Заяре Весёлой (1928—2010), дочери советского писателя Артёма Весёлого. Дочь Татьяна Муравьёва (1958 г.р.) — историк-москвовед, автор книг «Сто великих мифов и легенд», «Всемирная мифология», «Венок московских усадеб», «Москве посвящается», «Как жили люди в древности», «Денис Давыдов», «Иван Федоров».

## Публикации
- Муравьёв В. Б. Пестель. — М., 1958. — (Жизнь замечательных людей). — (в соавторстве с Б. Карташёвым)
- Муравьёв В. Б. Вехи забытых путей (Финский этнограф и лингвист М. А. Кастрен. 1813—1852). — М.: Географгиз, 1961. — 64 с. — (Замечательные географы и путешественники). — 20 000 экз. (обл.)
- Муравьёв В. Б. Заветный родник. Рассказы по мотивам Марийских легенд и преданий. — Йошкар-Ола, 1961.
- Муравьёв В. Б. Приключения Кольки Кочерыжкина. — М.: Детская литература,1965.
- Муравьев В. Б. Первые песни.— М., 1968.
- Муравьёв В. Б. Приключения Кольки Кочерыжкина. — М., 1969
- Муравьёв В. Б. Слава столетия. — М., 1972.
- Муравьёв В. Б. Первые песни. — Сыктывкар, 1972.
- Муравьёв В. Б. Битва на Неве. — М., 1974
- Муравьёв В. Б. Вехи забытых путей. (М. А. Кастрен. 1813—1852). — Изд. 2-е, доп. — М.: Мысль, 1975. — 72 с. — (Замечательные географы и путешественники). — 50 000 экз. (обл.)
- Муравьёв В. Б. Ледовая демонстрация. — М., 1975.
- Муравьёв В. Б. Дорогами российских провинций: Путешествия Петра-Симона Палласа. — М.: Мысль, 1977. — 96 с. — (Замечательные географы и путешественники). — 50 000 экз. (обл.)
- Муравьёв В. Б. Слава столетия. — М.: Детская литература, 1979.
- Муравьёв В. Б. Московские литературные предания и были. — М.: Московский рабочий, 1981. — 352 с. — 75 000 экз.
- Муравьёв В. Б. Во времена Перуна: повесть-легенда. — М.: Детская литература, 1980.— 96 с., 100 000 экз.
- Муравьёв В. Б. Звезда надежды. — М.: Детская литература, 1983.
- В Политехническом «Вечер новой поэзии». Стихи. Статьи. Манифесты. Воспоминания. — М.: Московский рабочий, 1987. Составитель Вл. Муравьёв. — 416 с.
- Муравьёв В. Б. Могила Неизвестного солдата. — М.: Моск. рабочий, 1987. — 62 с. — (Биография московского памятника). — 50000 экз.
- Муравьёв В. Б. Московские предания и были. — Изд. 2-е, дополн. — М.: Московский рабочий, 1988. — 384 с. — 50 000 экз. — ISBN 5-239-00377-7. (1-е издание — 1981)
- Муравьёв В. Б. Средь других имён (лагерная поэзия). — М.: Московский рабочий, 1991.
- Муравьёв В. Б. Тверской бульвар. — М.: Классика+, 1996.
- Муравьёв В. Б. Московские слова и словечки. Происхождение московских пословиц, поговорок, речений, песен, топонимика московских улиц, площадей и переулков. — М.: Изограф, 1997, 1999.
- Муравьёв В. Б. Улочки-шкатулочки, московские дворы. Возвращённые названия. — М.: Тверская, 13, 1997, 1998. — 272 с. 72 ил. — (Москва. Возвращённые имена). — ISBN 5-89328-002-4.
- Муравьёв В. Б. История Москвы в пословицах и поговорках. — М.: Алгоритм, Алгоритм-книга, 2007. — 368 с. — (Московский путеводитель). — 5000 экз. — ISBN 978-5-9265-0480-1.
- Муравьёв В. Б. Тайны и предания старой Москвы. — М.: Алгоритм, Алгоритм-книга, 2007. — 480 с. — (Московский путеводитель). — 4000 экз. — ISBN 978-5-9265-0346-0.
- Муравьёв В. Б. Московские слова, словечки и крылатые выражения. — М.: Алгоритм, Алгоритм-книга, 2007. — 432 с. — (Московский путеводитель). — 4000 экз. — ISBN 5-9265-0301-9.
- Муравьёв В. Б. Московские улицы. Секреты переименований. — М.: Алгоритм, Эксмо, 2006. — 336 с. — (Народный путеводитель). — ISBN 5-699-17008-1.
- Муравьёв В. Б. Московской старины преданья: Повести, очерки, статьи. — М.: Алгоритм, Алгоритм-книга, 2007. — 640 с. — 5000 экз. — ISBN 5-89577-049-5.
- Муравьёв В. Б. Святая дорога: Никольская улица, Лубянка, Сретенка, проспект Мира, Ярославское шоссе. — М.: Алгоритм, Алгоритм-книга, 2007. — 512 с. — 5000 экз. — ISBN 5-94661-035-X.
- Муравьёв В. Б. Карамзин. — М.: Молодая гвардия, 2014. — 512 с. — (Жизнь замечательных людей). — 5000 экз. — ISBN 978-5-235-03684-0.

### Статьи
- Муравьёв В. Б. Предание об основании Москвы // Боровицкий холм. Антология. — М.: Рубежи XXI, 2007. — 440 с. — С. 157—175. — (История городов мира). — ISBN 978-5-347-00021-0.
- Легенда о счастье, Проза и стихи русских художников, Московский рабочий, составитель и вступительная статья, 1987 год. ИБ 3446.